# Keelamandel

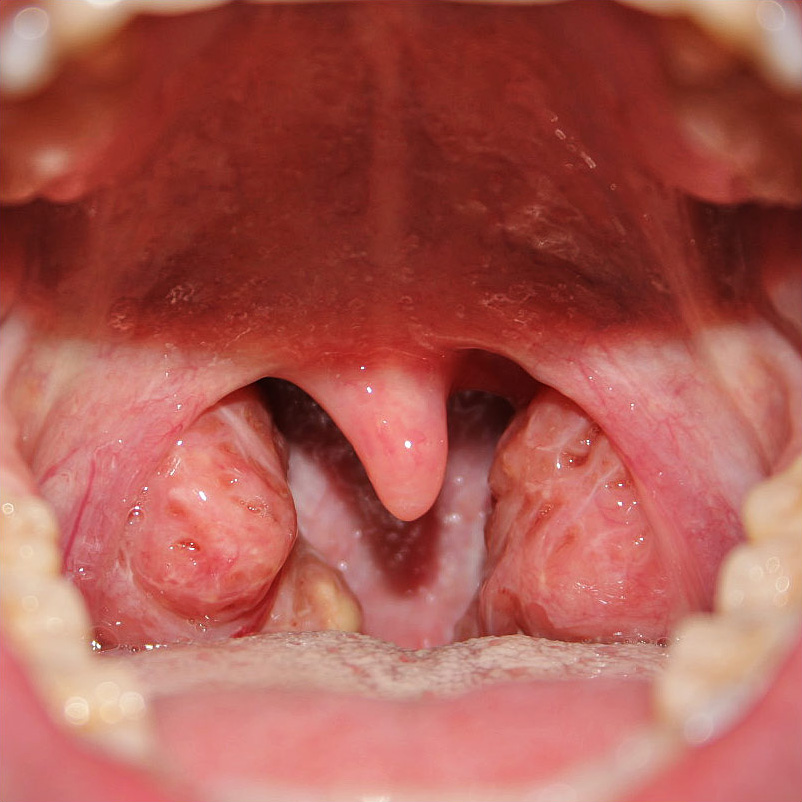
vergrote keelamandelen

De keelamandelen of tonsillen (Tonsillae palatinae), meestal "de amandelen" genoemd, zijn twee amandelvormige organen, die achter in de keel gelegen zijn, direct aan het begin van de orofarynx. Ze zijn, tenzij verwijderd, achter in de mond zichtbaar links en rechts naast de tong en links en rechts van de huig, in de zogeheten amandelnissen, de kleine ruimtes tussen de twee tonsilbogen.

## Beschrijving
De keelamandelen zijn groot bij kinderen in de leeftijd van 3 tot 10 jaar. Ze worden nog groter tijdens de puberteit, en nemen daarna in omvang af. Bij de meeste volwassenen zijn ze klein en onopvallend en soms zelfs bijna niet meer te zien.
Deze organen bestaan grotendeels uit lymfoïde weefsel en bevatten diepe inhammen (crypten). Ze maken deel uit van het lymfevatenstelsel en van de ring van Waldeyer, een verzameling organen en weefsels die als een soort ring achter de keelholte en neusholte liggen en zo een belangrijk onderdeel vormen van het immuunsysteem.

## Functie
De keelamandelen hebben primair een functie in het immuunsysteem, net als de neusamandel, de tongamandelen en de elders in het lichaam gelegen lymfeklieren. De keelamandelen beschermen het lichaam tegen verschillende bacteriën en virussen, die via de mond binnenkomen en zo ernstige ziektes kunnen veroorzaken. Dit lijkt ook bevestigd te worden door het feit dat bij mensen bij wie de keelamandelen verwijderd zijn, bepaalde aandoeningen veel vaker voorkomen dan bij mensen die hun keelamandelen nog wel hebben. Zo blijkt bijvoorbeeld uit Zweeds onderzoeken dat mensen bij wie de keelamandelen verwijderd zijn, een verhoogde kans hebben op verschillende chronische en auto-immuunziektes en ruim 40% meer kans op een hartaanval, uit Taiwanees onderzoek een ruim 40% grotere kans op kanker, uit Deens onderzoek een verhoogde kans op een groot aantal verschillende infectieziektes, allergieën en luchtwegaandoeningen, uit Amerikaans onderzoek een verhoogde kans op het prikkelbaredarmsyndroom en uit onderzoeken uit Hongarije en Australië een grotere kans op hooikoorts. Daarnaast blijkt uit Australisch onderzoek dat mensen bij wie de amandelen verwijderd zijn, gemiddeld een kortere levensverwachting hebben.
Zie ook: Gevolgen van tonsillectomie voor het immuunsysteem

## Pathologie
Vooral in de vroege jeugd, maar soms ook later, kunnen de keelamandelen opzetten en ontstoken raken; dit heet tonsillitis. Indien dit erg vaak gebeurt of wanneer sprake is van hyperplasie, zal de arts soms adviseren tot een tonsillectomie, het volledig verwijderen van de keelamandelen, vaak gecombineerd met het verwijderen van de neusamandel. Dit was vroeger een onder ouders en artsen zeer populaire ingreep; wetenschappelijk onderzoek heeft hier echter de laatste decennia vraagtekens bij gezet, omdat uit verschillende onderzoeken is gebleken dat de ingreep in de meeste gevallen slechts gedurende één tot drie jaar hooguit een klein aantal keelontstekingen voorkomt. Daarnaast bestaan er ook steeds meer zorgen dat het verwijderen van de keelamandelen het immuunsysteem blijvend aantast. Desalniettemin werden in Nederland in 2013 nog steeds bijna tweemaal zo vaak de keelamandelen verwijderd als het gemiddelde van de omringende westerse landen.
Vaak gaat een tonsillitis gepaard met een ontsteking van het keelslijmvlies, oftewel een keelontsteking; dit heeft een faryngitis. In de praktijk is het voor de arts vaak lastig om een strikt onderscheid te maken tussen een tonsillitis en faryngitis, gezien de symptomen en de bevindingen bij het lichamelijk onderzoek, waaronder inspectie van de (oro)farynx (de keelholte) met bijvoorbeeld een spatel en door palpatie (het voelen met de handen) van de lymfeklieren in onder andere het halsgebied, vele overeenkomsten vertonen. Daarom wordt er door een (huis)arts meestal de diagnose faryngotonsillitis in deze gevallen gesteld.
Gezwollen en ontstoken keelamandelen en/of keel(slijmvlies) kunnen leiden tot keelpijn en pijn in de hals, algehele vermoeidheid en lusteloosheid, maar ook tot slapeloosheid, slaapapneu en problemen bij het slikken. In een enkel geval, wanneer de infectie zich uitbreidt naar de omliggende gebieden, leidt dit tot een abces, waardoor het slikken en openen van de mond bijna niet meer mogelijk is.
In de meeste gevallen wordt een niet-ernstige (faryngo)tonsillitis veroorzaakt door een virale infectie, waarbij de klachten zonder (antibiotische) behandeling doorgaans binnen 3 tot 5 dagen verminderen of verdwijnen. Hierbij is er vaak sprake van een infectie met een (verkoudsheids)virus. Antibiotica helpen in dat geval niet, omdat deze middelen virussen niet kunnen bestrijden.  
Soms kunnen ook bacteriën een (milde) (faryngo)tonsillitis veroorzaken waarbij de ontsteking in niet-ernstig zieke gevallen zonder medicamenteus beleid (dus zonder antibiotica) vanzelf geneest. Antibiotica zijn in dat geval dan niet aangewezen, maar worden daarom door een (huis)arts vooral voorgeschreven bij patiënten met een (microbiologisch bewezen) bacteriële faryngotonsillitis en bij wie er sprake is van een langdurig en/of ernstig ziektebeeld, of bij het vermoeden op ernstige complicatie als er niet gestart wordt met antibiotische behandeling. Het te vaak en/of te vroeg behandelen met antibiotica bij een niet-ernstige (of niet-gecompliceerde) infectieuze (faryngo)tonsillitis heeft echter wel consequenties: het kan - net zoals bij bacteriële infecties in andere delen van het lichaam - leiden tot bacteriële resistentie tegen (voorheen effectieve) antibiotica op den duur. Het is dus van groot belang om antibiotica voor te schrijven wanneer hiervoor een duidelijke indicatie is. 
Alarmsymptomen bij een gecompliceerde (faryngo)tonsillitis zijn onder andere (snel ontwikkelde) hoge koorts, snelle toename van keelpijn, een algeheel ernstige zieke indruk, ernstige slikklachten, kwijlen, mond niet kunnen openen, toenemend vergrote halslymfeklieren, stemverandering en afwijkende stand voorste farynxboog. Indien deze ontsteking door een infectie wordt veroorzaakt, is het zeer waarschijnlijk bacterieel van aard, en dient er onderzocht te worden of er sprake is van peritonsillair infiltraat of abces. Bij het vermoeden of bij duidelijke aanwijzingen hierop, dient er met antibiotica gestart te worden om (eventuele) complicaties van de bacteriële infecties te voorkomen of bestrijden. In dat geval is een breedspectrumpenicilline, zoals amoxicilline/clavulaanzuur (1e keuze) aangewezen, volgens de NHG-richtlijn 'Acute keelpijn'.
Bij oudere patiënten is soms sprake van asymmetrische amandelen, hetgeen kan wijzen op aandoeningen als maligne lymfoom of plaveiselcelcarcinoom.
Op de keelamandelen kan zich daarnaast soms een witte of crèmekleurige substantie ter grootte van een peperkorrel afzetten, tonsilloliet of amandelsteen geheten. Deze afzetting kan zich bijvoorbeeld vormen uit restjes voedsel die niet zijn doorgeslikt. Amandelstenen zijn over het algemeen niet ernstig, maar kunnen wel onaangename bijwerkingen zoals een onwelriekende geur uit de mond (halitose) en soms oorpijn tot gevolg hebben. Ze kunnen bijvoorbeeld met een wattenstaafje voor de spiegel worden verwijderd.